# Les Sims 2 : Académie
 (octobre 2019).
Si vous disposez d'ouvrages ou d'articles de référence ou si vous connaissez des sites web de qualité traitant du thème abordé ici, merci de compléter l'article en donnant les références utiles à sa vérifiabilité et en les liant à la section « Notes et références ».
Les Sims 2 : Académie (The Sims 2: University) est la première extension réalisée pour le jeu vidéo Les Sims 2, sortie en 2005. Cet addiciel permet au joueur d'explorer une nouvelle facette de la vie d'un humain puisqu'il peut désormais assurer la gestion des études universitaires des Sims.

## Description
Trois campus sont spécialement recréés et peuvent d'ailleurs être façonnés à volonté par le joueur :
- L’Université Nationale de SimState qui met en place toutes les infrastructures du jeu : Des bâtiments universitaires (bibliothèques, salles de sport...) et des terrains communautaires divers (parcs, bars, ...), elle joue le rôle de balance entre les études et le divertissement.
- La Faculté La Fiesta située dans le désert. Comme son nom l'indique, elle est principalement axée sur les lieux de divertissement comme les boîtes de nuit.
- L’Académie LaTour est la plus sérieuse de toutes. Elle est principalement axée sur les études et possède peu de lieux de divertissement. C'est aussi la seule dépourvue d'association d'étudiants.

Notez que vous pouvez créer vos propres campus basés sur des terrains vides.

### Études
Il existe quatre années divisées en deux semestres. À chaque fin de semestre, un examen a lieu qui décide si oui ou non l'étudiant peut passer en année supérieure ou doit redoubler.
En première année, les étudiants suivent des études "non spécialisées" s'ils sont encore indécis. Ces dernières rassemblent l'ensemble de spécialités existantes. Un Sim devra s'être mis d'accord sur une spécialité avant la fin de la troisième année.
Une jauge, dans l'onglet "Carrière" du Sim sélectionné, évalue les capacités de réussite. Pour que l'étudiant réussisse son examen final, il faut que sa jauge soit égale ou supérieure à la moitié, elle apparaît alors en Platine. Dans le cas contraire, elle apparaît en rouge. Cette jauge peut ne pas être remplie complètement, même à la moitié, si le Sim ne répond pas aux compétences exigées (cuisine, mécanique, etc.), il faut obtenir les points demandés pour que la jauge s'élève. Il existe plusieurs moyens de remplir cette jauge :
- Faire ses devoirs universitaires pendant une heure ou deux. Ils peuvent se faire autant de fois que l'on veut dans un semestre. Pour cela, il faut cliquer sur le Sim et ensuite sur "Université...", "Faire ses devoirs"
- Faire des recherches depuis un livre, cette action est illimitée dans le temps, elle peut se faire pendant plusieurs heures en cliquant sur une bibliothèque puis "Université...", "Faire des recherches"
- Rédiger une dissertation pendant quelques heures. Les Sims ne peuvent faire qu'une dissertation par semestre depuis un ordinateur en cliquant sur "Université...", puis "Rédiger une dissertation"
- Aller en cours quotidiennement. Les horaires diffèrent selon la spécialité choisie, ils durent généralement de 2 à 3 heures dans une branche horaire de 8h à 22h. La technique est la même que pour les enfants allant à l'école et les adultes au travail: on ne peut pas voir le cours-même. Si le Sim n'y va pas directement, il faut cliquer sur ce dernier puis "Université...", "Aller en cours"
- Sympathiser avec les professeurs, qu'ils ont connus lors de leurs cours ou non. Plus ils sympathisent avec eux, plus leur jauge s'élève. Si leurs relations sont mauvaises, la jauge descendra.
- Si le Sim fait partie d'une société secrète, il peut, à partir de n'importe quel ordinateur, modifier ses notes personnelles.Attention!Il doit avoir un haut niveau de logique, sinon la police arrive et il doit payer une amende.

À leur examen final, les Sims peuvent recevoir une mention et éventuellement les encouragements du doyen si leur travail est excellent. Chaque mention est obtenue avec une somme d'argent proportionnelle à leur note.
Il y a trois récompenses selon le passage d'une année d'étude à une autre.
- Après avoir passé la première année, le Sim reçoit 5 désirs
- Après avoir passé la deuxième année, le Sim peut changer d'aspiration
- Après avoir passé la troisième année, le Sim reçoit 6 désirs et la capacité d'en bloquer deux.

### Financement des études
Avant d'entrer à l'université, pendant la phase d'adolescence, les Sims reçoivent une bourse d'études de 500 Simflouz ; ajoutant à cela les bourses pouvant être obtenues par divers moyens (excellentes notes, adolescent orphelin, aptitudes élevées, etc.). Pendant les années d'études, les étudiants peuvent aussi gagner de l'argent grâce aux méthodes suivantes :
- Professeur particulier : pour l'étudiant ayant plus de compétences "Logique" que l'autre en l'aidant à faire ses devoirs contre de l'argent.
- Entraînement physique : pour l'étudiant ayant plus de compétences "Physique" que l'autre en l'entraînant physiquement.
- Musique : par le Freestyle ou par les instruments, le Sim chante contre de l'argent que les Sims étant sur le lot donnent.
- Barman ou travail à la cafétéria : le Sim peut prendre la place d'un barman d'un lot communautaire ou à la place du cuisinier de la cafétéria du logement universitaire contre 10 à 16 Simflouz toutes les 10 minutes.

### Nouvelles carrières
Les diplômes obtenus permettent aux carrières d'avoir un niveau plus élevé d'entrée dans les promotions. Les Sims adultes disposent de quatre nouvelles carrières :
- Sciences naturelles
- Show business
- Paranormal
- Artiste

Chaque carrière a une récompense différente :
- Laganaphyllis Simnovorii, une plante carnivore, semblable à l'Élixir de vie du jeu original. (Sciences naturelles)
- L'Esthéticien Robotisé du Dr. Vu, un kit de chirurgie plastique de maison, qui permet de modifier la structure faciale d'un Sim, de l'empirer si l'appareil ne fonctionne pas correctement. (Show business)
- Le Résurrectomitron, un téléphone permettant de contacter la Faucheuse et de négocier un prix pour ressusciter un Sim défunt. Il peut en résulter une résurrection parfaite, comme incomplète jusqu'à faire d'un défunt un zombie selon l'argent donné. (Paranormal)
- L'Appareil photo Luminous Antique Pro, un appareil photo antique qui permet aux Sims de faire certaines poses. (Artiste)

### Autres nouveautés
- Parmi les nouveaux objets, on peut citer les instruments de musique, la table de billard, les téléphones mobiles, le distributeur de jus de fruits et autres objets festifs, etc.
- Parmi les vêtements, on n'en compte des nouveaux que pour les étudiants. Ces vêtements seront adaptés aux adultes dans l'add-on Les Sims 2 : Nuits de folie
- Parmi les nouvelles interactions, on peut citer la jauge d'influence ayant le même fonctionnement que la jauge d'aspiration si ce n'est que la jauge d'influence augmente selon le nombre d'amis. Elle se remplit grâce aux points donnés par un désir concrétisé, ou baisse si une crainte se réalise. L'influence permet de forcer un personnage jouable ou non à effectuer une action (Nettoyer, faire la cuisine...).